# Bingiriya Division
Bingiriya Division är en division i Sri Lanka.   Den ligger i distriktet Kurunegala District och provinsen Nordvästprovinsen, i den västra delen av landet, 80 km norr om huvudstaden Colombo. Antalet invånare är 61 976.